# Reformierte Kirche Medels im Rheinwald

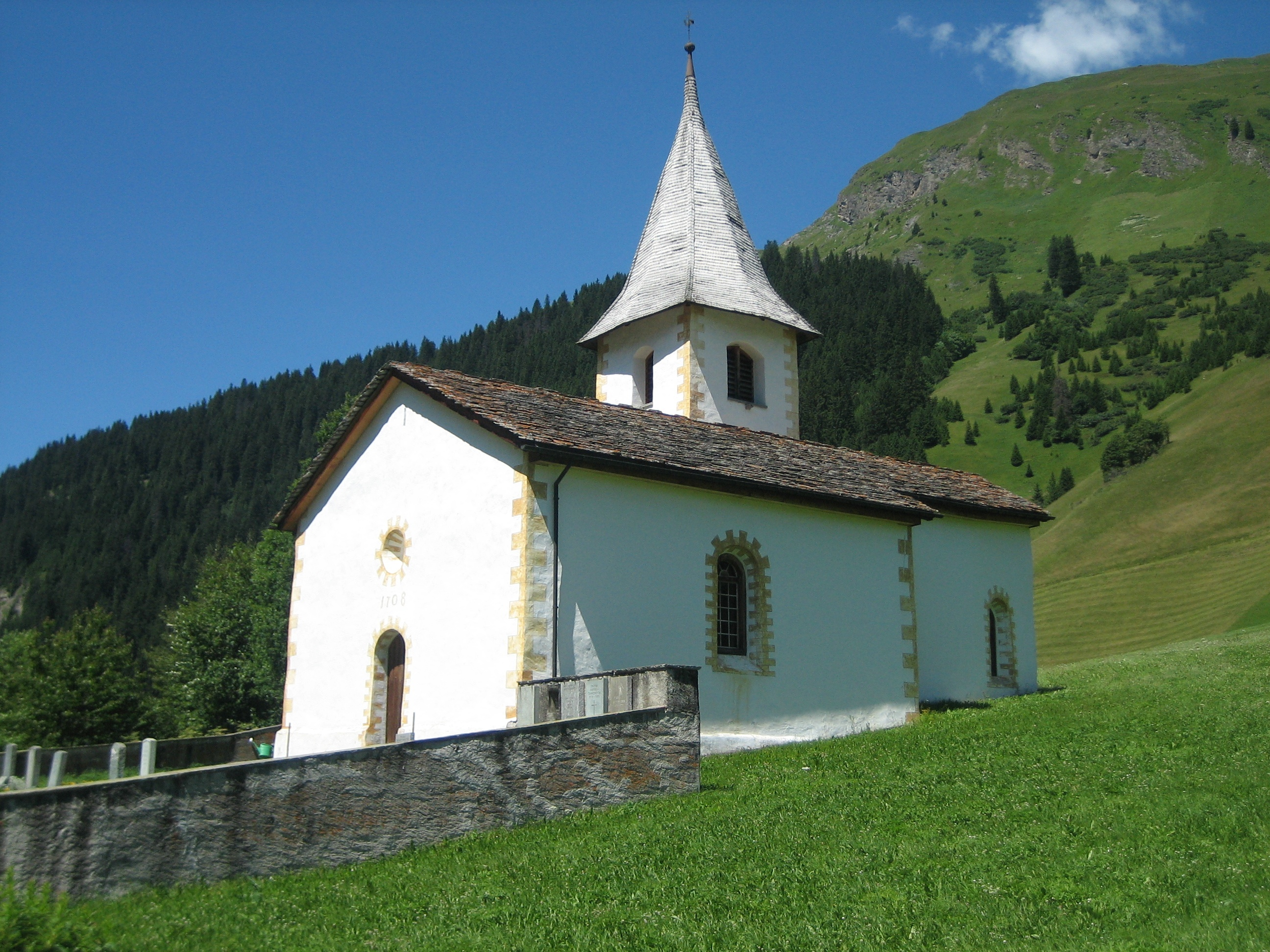
Die reformierte Medelser Kirche

Die reformierte Kirche in Medels im Rheinwald im gleichnamigen Tal ist ein evangelisch-reformiertes Gotteshaus unter dem Denkmalschutz des Kantons Graubünden.

## Geschichte und Ausstattung
1530 nahm Medels zusammen mit den übrigen Gemeinden des Rheinwalds die Reformation an und trennte sich in der Folge endgültig von der jahrhundertelangen Zugehörigkeit zum Misox, das beim alten Glauben blieb. 
Die Kirche wurde 1708 errichtet und diente von 1726 bis 1886 als Pfarrkirche einer eigenen Kirchgemeinde, bis Medels sich wieder mit Splügen zusammenschloss.
Der Kirchturm trägt ein Zeltdach und steht hangseitig so, dass er den Eingangsbereich vor Lawinen oder Schneerutschungen schützt.
Das schlichte Innere wird dominiert von einer Kanzel ohne Schalldeckel und einem Tauf- und Abendmahlstisch in der Mitte des Chores.

## Kirchliche Organisation
Die Evangelisch-reformierte Landeskirche Graubünden führt Medels als Predigtstätte der Kirchgemeinde Rheinwald.

## Galerie

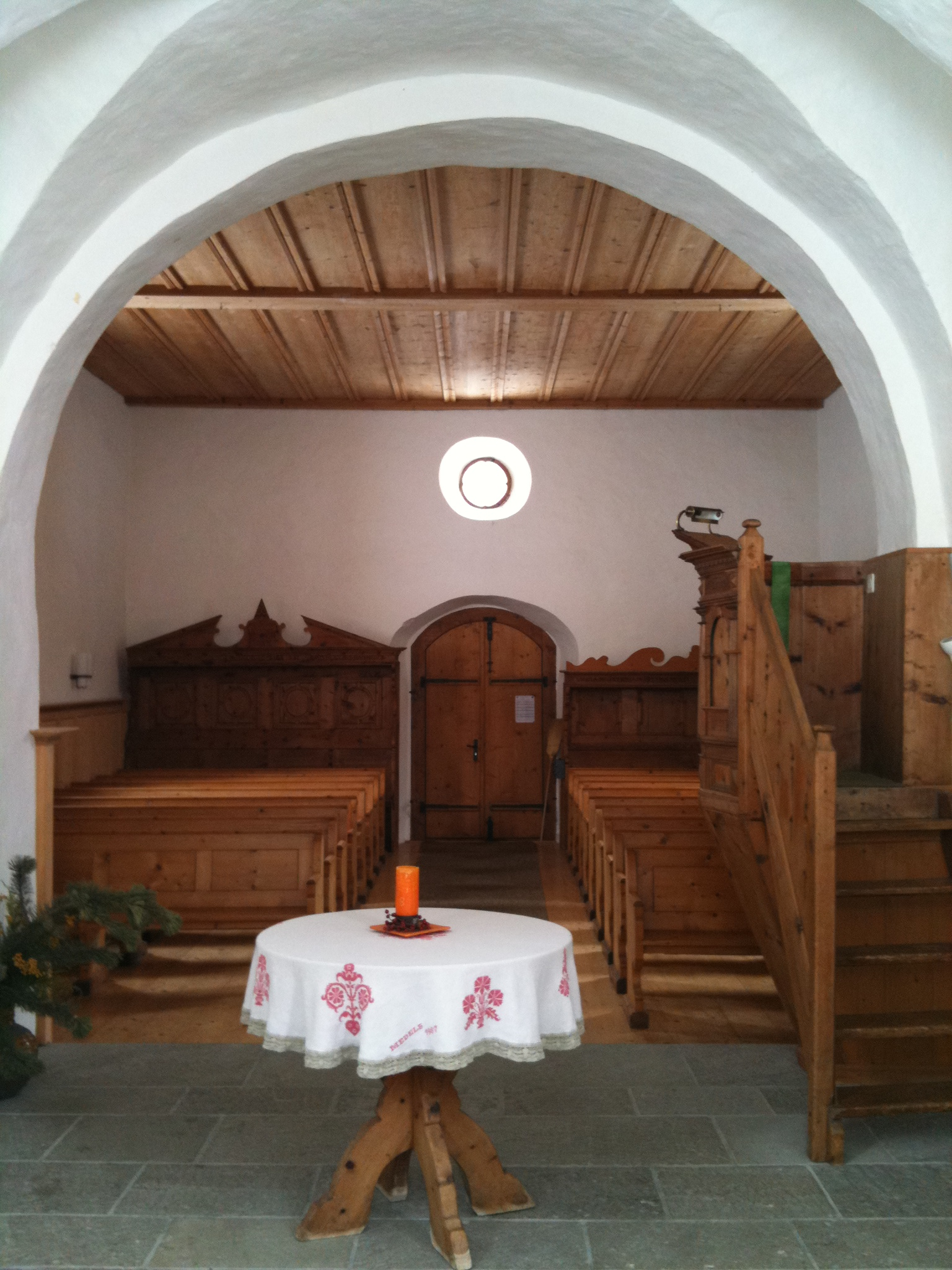
Blick aus dem Chor in das Kirchenschiff
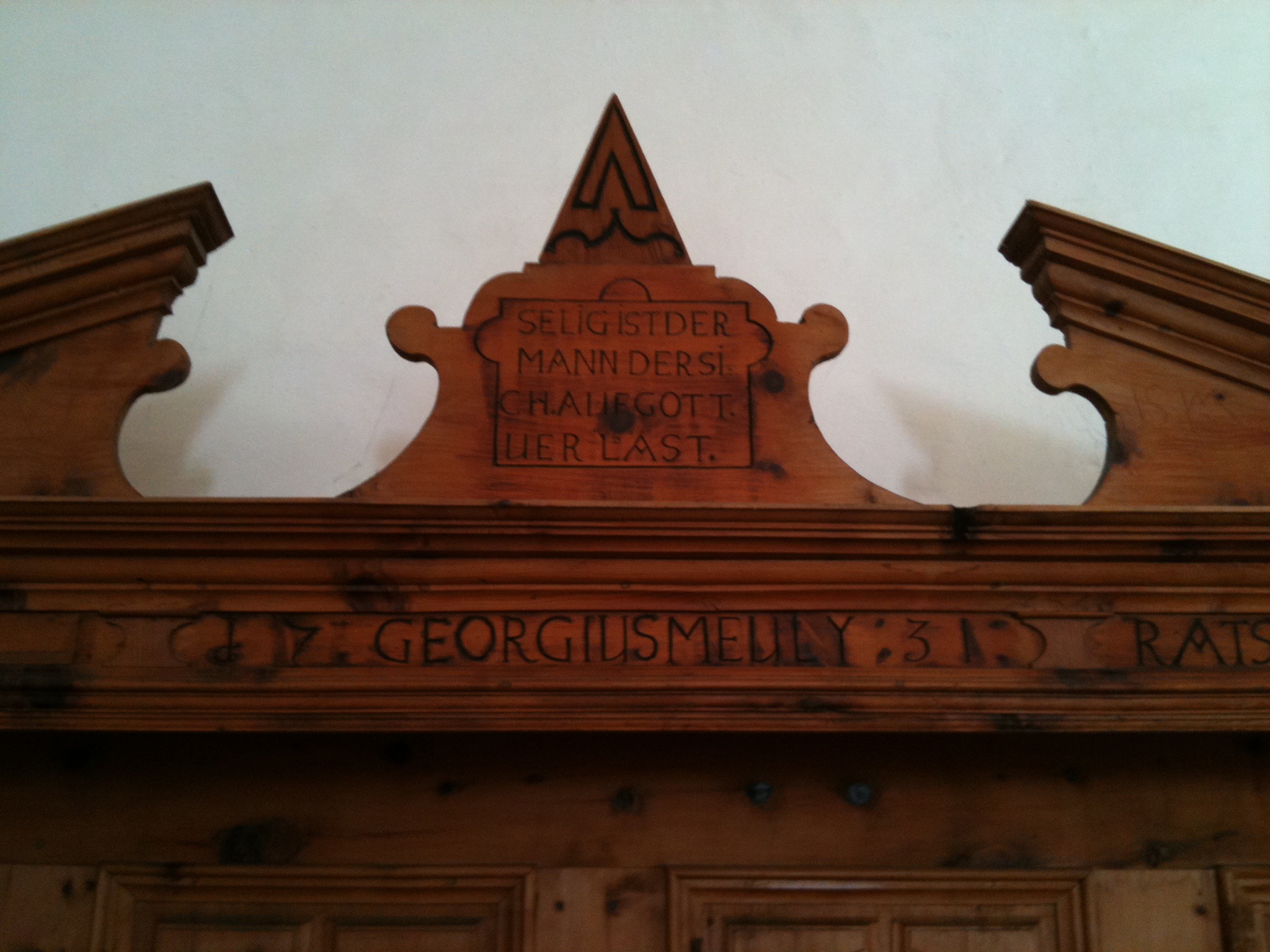
Sinnspruch über Gestühl